# Философов, Илларион Никитич
Илларион Никитич Философов (7 октября (18 октября), 1760-е годы — конец 1830-х) — надворный советник, предводитель дворянства Новоладожского уезда. Представитель так называемой «младшей» ветви дворянского рода Философовых. Известен, главным образом, как активный деятель при формировании Земского войска (1806—1807), отец двух высокопоставленных военных: генерала от артиллерии Алексея Илларионовича и генерал-лейтенанта Николая Илларионовича Философовых, а также, знаток и ценитель изобразительного искусства.
В некоторых официальных документах и частной переписки его имя, а также отчество его детей встречаются в устаревшем варианте — Ларион, Ларионович, Ларионовна.

## Биография
Появился на свет в родовом имении Философовых Загвоздье Новоладожского уезда Санкт-Петербургской губернии, которым владел ещё его дед Егор Матвеевич (1685—?), служивший при Петре I в драгунах под началом графа Бориса Петровича Шереметева, а затем унаследовал отец — помещик Никита Егорович Философов (?—1779).
25 сентября 1767 года поступил и в 1782 году был выпущен из Императорского сухопутного шляхетского кадетского корпуса с золотой медалью в гвардию.
Вышел в отставку инженер-капитаном гвардии, что соответствовало высокому гражданскому чину надворный советник, и поселился в родном имении с женой — Пелагеей Алексеевной, урожденной Барыковой (1764—?), окончившей в 1782 году Смольный институт, и детьми: Алексеем, Николаем, Натальей, Екатериной, Прасковьей и Надеждой. Несмотря на скромное владение — всего лишь 63 крепостных крестьянина, он сумел дать детям весьма достойное образование: дочери по стопам матери окончили Смольный институт, а сыновья — высшие военные училища.
Пользовался большим авторитетом среди дворянства своего уезда, которое избрало его накануне Русско-прусско-французской войны (1806—1807) своим предводителем и позднее переизбрало на второй срок. Кроме того, был избираем на должность земского исправника.
В декабре 1806 года по решению императора из крестьян тридцати одной губернии началось формирование Земского Войска, которое должно было стать в помощь регулярной армии «второй оградой» на пути наполеоновской армии, угроза вторжения которой нависла над Россией после полного разгрома союзных прусско-саксонских войск. Как предводитель дворянства, Илларион Никитич энергично взялся собирать, экипировать и обучать ратников своего уезда, и за успехи на этом поприще высочайшим рескриптом от 1 января (13 января) 1807 года на имя генерала от инфантерии, Главнокомандующего земским войском Первой области графа Н. А. Татищева удостоен (в числе прочих уездных предводителей дворянства) внесения в особую VII часть дворянской родословной книги Санкт-Петербургской губернии. 27 сентября (9 октября) 1807 года в связи с окончанием войны и заключением Тильзитского мира Александр I направил Правительствующему сенату указ о его роспуске.
Философовы были дружны со знаменитыми братьями-адмиралами Сарычевыми — владельцами имения, состоявшего из деревень Борки, Пурово и Селивёрстово и расположенного в том же уезде. А со временем даже породнились с ними, выдав младшую дочь Прасковью — за Алексея, сына адмирала Гавриила Андреевича, а старшую Наталью — за его двоюродного брата Василия, сына контр-адмирала Алексея Андреевича. Сыновья этих последних — Илларион Васильевич и Фёдор Васильевич — продолжили военно-морскую традицию Сарычевых, начав службу на Черноморском флоте, проявив героизм в рядах защитников Севастополя в годы Крымской войны и достигнув званий капитана 2-го ранга и контр-адмирала соответственно.
Особо среди соседей Илларион Никитич выделял родственников своей жены — семью отставного майора Алексея Романовича Томилова (1779—1848), супруга которого, Варвара Андреевна, урождённая Мельгунова (1784—1823), доводилась Пелагее Алексеевне племянницей по матери. Алексей Романович был известным меценатом и покровителем искусств. В его имении Успенское часто гостили, иногда подолгу И. К. Айвазовский, О. А. Кипренский, А. О. Орловский, А. Г. Венецианов и многие другие живописцы. Порой останавливались они и у Философовых, в один из таких визитов Кипренский сделал карандашный портрет Иллариона Никитича. Томилов весьма высоко ценил художественный вкус соседа и охотно прислушивался к его мнению при выборе полотен для своей обширной художественной коллекции.
Илларион Никитич и Пелагея Алексеевна Философовы до глубокой старости сохраняли свои литературные интересы, зачитываясь сочинениями Пушкина, Гоголя, романами Загоскина и тому подобным.